# Vimal Kovac
Vimal Tomas Boris Kovac, född 19 oktober 1973,  är en krogägare i Stockholm som är verkställande direktör för Stureplansgruppen, där bland annat flera av krogarna runt Stureplan ingår. Kovac är också Stureplansgruppens huvudägare.
Kovac påbörjade ingenjörsstudier vid KTH i början av 1990-talet, men hoppade efter en kort tid av för att driva Djurgårdsbrunns värdshus. Han arrenderade därefter innerstadskrogarna Spy Bar och Laroy tillsammans med kompanjonerna Michael Becker och Christer von Arnold. Startkapitalet var mycket begränsat och inredningen köptes begagnad. Efter en inledning med begränsade framgångar köpte Kovac 1996 loss dessa två krogar och bildade Stureplansgruppen med sig själv som VD. Inom några år blev dessa krogar ekonomiskt mycket framgångsrika inneställen i Stockholm, och särskilt Spy Bar fick mycket uppmärksamhet som "kändisställe". Intäkterna från dessa krogar har sedan använts för att expandera Stureplansgruppen med fler krogar.
Vimal Kovac har uppgett att han betraktar sig själv som affärsman snarare än som krögare, och föredrar att inte vara igenkänd av gästerna på krogarna i hans koncern. Han har mycket sällan gått med på intervjuer och brukar aldrig vilja kommentera frågor som gäller skötsel av enskilda krogar.